# 絆歌
『絆歌』（きずなうた）は、日本の歌手である中孝介の2ndオリジナル・アルバム。

## 解説
前作「ユライ花」以降にリリースされた、『種をまく日々』から『絆』までのシングル曲を収録。全13曲収録で約1年3ヶ月ぶりとなる。DVD付初回限定盤と通常盤の2形態で発売。

## 収録曲
| 01 | 絆                                | 作詞・作曲：江崎とし子 編曲：羽毛田丈史                                       | 5:33 |
| 02 | 春                                | 作詞：あさのますみ 作曲：大坂孝之介 編曲：河野伸                              | 5:44 |
| 03 | 風よ feat.宝美                    | 作詞：御徒町凧 作曲：澤田かおり・五十嵐文武 編曲：河野伸                      | 4:12 |
| 04 | 夜明け前                          | 作詞：小林夏海 作曲：松本俊明 編曲：河野伸                                    | 4:37 |
| 05 | 種をまく日々                      | 作詞：鴨川義之 作曲：大坂孝之介 編曲：河野伸                                  | 5:36 |
| 06 | 夏夕空                            | 作詞・作曲：江崎とし子 編曲：羽毛田丈史                                       | 4:48 |
| 07 | ラララ                            | 作詞：鴨川義之 作曲：新井健・野辺剛正 編曲：新井健・若森さちこ・黒木千波留    | 3:52 |
| 08 | この窓の向こう                    | 作詞：小林夏海 作曲・編曲：Solaya                                             | 3:20 |
| 09 | 夜想曲～nocturne（album version） | 作詞：小林夏海 作曲：Yida Huang 編曲：Heng-Yi Chou ストリングアレンジ：河野伸 | 3:53 |
| 10 | 手紙                              | 作詞・作曲：奥田民生 編曲：大川茂伸                                           | 5:32 |
| 11 | ありがとうという名の少年          | 作詞：いしわたり淳治 作曲：松本俊明 編曲：大川茂伸                            | 5:44 |
| 12 | 路の途中                          | 作詞：沢村直子 作曲：酒井陽一 編曲：松岡モトキ                                | 5:22 |
| 13 | あいのうた                        | 作詞：あさのますみ 作曲：so-to 編曲：羽毛田丈史                               | 5:28 |

## DVD
1. 花
2. 恋の栞
3. moontail
4. 春
5. 種をまく日々
6. Goin'on
7. 夜想曲
8. 路の途中
9. なごり雪
10. 家路

## タイアップ
| 夜明け前          | 『アイホン』TV-CFイメージソング                                 |
| 種をまく日々      | テレビ東京系列アニメ『BLEACH』エンディングテーマ                |
| 路の途中          | NHK総合テレビ土曜ドラマ『ジャッジ 〜島の裁判官奮闘記〜』主題歌  |
| 夜想曲 〜nocturne | 映画『ラスト、コーション』日本版オフィシャル・イメージソング    |
| ラララ            | 『味の素』CMソング                                              |
| 春                | 日本テレビ系列『音楽戦士 MUSIC FIGHTER』4月度オープニングテーマ |
| 風よ              | ファイザー企業CMソング                                          |
| 夏夕空            | テレビ東京系列アニメ『夏目友人帳』エンディングテーマ            |